# Pascal Couchepin
Pascal Couchepin (sinh ngày 5 tháng 4 năm 1942 tại Martigny, Valais) là chính trị gia Người Thuỵ Sĩ, cựu thành viên của Hội đồng Liên bang Thuỵ Sĩ (1998–2009) và Tổng thống Liên bang năm 2003 và năm 2008. Ông là Bộ trưởng Nội vụ từ năm 2003 đến năm 2009.